# Pierre Mulele
Pierre Mulele (11 de agosto de 1929, Isulu-Matende – 3  de octubre de 1968) fue un activo rebelde congoleño de la Rebelión de Simba de 1964. También había sido ministro de Educación en el gabinete de Patrice Lumumba. Tras el asesinato de Lumumba en enero de 1961 y el arresto del reconocido diputado Antoine Gizenga un año más tarde, Mulele se convirtió en uno de los líderes leales a Lumumba en continuar su lucha. Viajó a El Cairo, Egipto como el representante del Comité Lumumbista de Liberación Nacional, establecido en Brazzaville. Del Cairo viajó hacia China en 1963 para recibir formación militar y también tomó un grupo de juventudes congoleñas con él, quien recibió entrenar en táctica de guerrilla. Fue miembro de la etnia bapende.

## Carrera

### Rebelión de Simba
En enero de 1964, un nuevo conflicto estalló cuando los rebeldes congoleños que se hacían llamar "Simba" (en suajili "León") se rebelaron contra el gobierno. Fueron liderados por Mulele, Gaston Soumialot y Christophe Gbenye, quienes eran exmiembros del Parti Solidaire Africain (PSA) en Gizenga. Durante la Rebelión de Simba , Mulele, quien anteriormente había recibido formación militar en el bloque Oriental así como República Popular China, dirigió una facción maoísta en Kwilu. Esto pasó a ser conocido como la rebelión de Kwilu. Mulele fue un reconocido maoísta y, por esta razón, su insurgencia fue apoyada por la China comunista. Hacia finales de abril de 1964, la rebelión de Mulele se había convertido en un peligro menor para el gobierno. La URSS, con una embajada en la capital nacional de Leopoldville (actual Kinsasa), no apoyó la revuelta de Mulele y no tenía ninguna parte en su preparación: la carencia de apoyo de los soviéticos era en primer lugar la responsable para que Mulele eligiera a China como su patrón.
No obstante, durante agosto los insurgentes simba habían capturado Stanleyville (actual Kisangani) e instalaron un gobierno rebelde. Aun así, el gobierno central congoleño pidió intervención extranjera y las tropas que lucharon bajo la orden de Soumialot y Gbenye fueron enviadas en noviembre de 1964, después de intensas unidades de soldados del gobierno ofrecidos por mercenarios. El aterrizaje de paracaidistas belgas en Stanleyville también resultó decisivo en la derrota de los rebeldes, al igual que la ayuda militar clave de los Estados Unidos. El 24 de noviembre de 1964, cinco aviones de combate estadounidenses C-130 transportaron 350 paracaidistas belgas del Regimiento de Comando al aeródromo en Stanleyville para rescatar a 2000 civiles europeos secuestrados por los simbas. Este último acto hizo que Estados Unidos fuese muy impopular en África durante aquella época. Después de la derrota de la rebelión, Mulele huyó al exilio en Congo-Brazzaville.
En 1968, el entonces presidente Joseph-Désiré Mobutu (más tarde Mobutu Sese Seko) engañó a Mulele fuera en el exilio prometiéndole la amnistía. Mulele regresó a Congo-Kinsasa, creyendo que se le iba a conceder la amnistía. En cambio, fue torturado públicamente y ejecutado: sus ojos fueron sacados de sus órbitas, sus genitales fueron arrancados, y sus extremidades amputadas una por una, todo mientras estuvo vivo. Lo que quedó de su cadáver fue arrojado al río Congo.

### Ideología y maoísmo
Cuándo estalló la rebelión de Kwilu en 1964, liderada por Mulele, fue llevada a cabo de manera similar a las tácticas de los comunistas chinos durante la guerra civil china. Mulele solicitó a sus miembros adherirse a un código moral muy estricto, enfocándose en la autodisciplina y el respeto hacia los civiles. Los combatientes tribales campesinos probaron ser difíciles de controlar y muchos desobedecieron las órdenes de Mulele. Las ocho instrucciones de conducta que Mulele emitió a sus combatientes de guerrilla demostraron la gran influencia de las obras literarias de Mao Zedong con respecto a la "guerra popular" en la insurgencia Kwilu. Su código de conducta era el siguiente:
1. Respetar a todos los hombres, incluso a los malos.
2. Comprar los bienes de los aldeanos con toda honestidad y sin robar.
3. Regresar todo lo que es prestado a tiempo y sin problemas.
4. Paga por lo que has roto y de buena fe.
5. No dañar o herir a los demás.
6. No destruir o pisotear las tierras de otras personas.
7. Respetar a las mujeres y no divertiros con ellas como quisiérais.
8. No hacer sufrir a los prisioneros en combate.

El intento de adaptar la práctica del maoísmo a las condiciones africanas, extendido por Mulele hacia los campesinos, fue el pilar clave de su revolución.

## Vida privada
Mulele estaba casado con Leonie Abo, una amiga combatiente, quién pasó cinco años en la clandestinidad del movimiento rebelde junto a las guerrillas leales a Mulele. En 1968, después del asesinato de su marido,  huyó al Congo-Brazzaville donde ha estado viviendo desde entonces. Abo ha hecho un gran esfuerzo para preservar la memoria de su fallecido esposo.  El libro belga Une femme du Congo (Una mujer congoleña), por Ludo Martens, cuenta la biografía de Abo.